# Alex Neuberger
Alexander James Neuberger (Cottage Grove, Minnesota, 27 de noviembre de 1992) es un actor estadounidense. Su primer papel fue en la película de 2006 Running Scared, un thriller protagonizado por Paul Walker. Neuberger interpretaba al personaje "Nicky Gazelle", el hijo del personaje de Walker. Su siguiente papel fue en Underdog (2007) de Walt Disney Pictures.

## Filmografía
| Año  | Película/serie          | Papel         | Notas                                      |
| ---- | ----------------------- | ------------- | ------------------------------------------ |
| 2005 | Premios Young Hollywood | Nicky Gazelle |                                            |
| 2006 | Running Scared          | Nicky Gazelle | El papel principal                         |
| 2007 | Underdog                | Jack Unger    | El papel principal junto con Taylor Momsen |
| 2011 | Hello Herman            |               |                                            |

Michael Green

## Premios y nominaciones
| Año  | Resultado | Premios              | Categoría         | Película       |
| ---- | --------- | -------------------- | ----------------- | -------------- |
| 2007 | Nominado  | Premios Young Artist | Mejor actor joven | Running Scared |
| 2008 | Nominado  | Premios Young Artist | Mejor actor joven | Underdog       |